# يكة حاملة الخيوط
يكة حاملة الخيوط (الاسم العلمي:Yucca filifera) هي نوع من النباتات تتبع جنس اليكة من الفصيلة الهليونية.